# Репродуктивна система
Репродуктивна система (англ. Reproductive system), система розмноження або статева система — система статевих органів багатоклітинних живих організмів (тварин, рослин, грибів тощо), яка відповідає за їхнє розмноження.
Репродуктивні системи тварин різної статі одного виду нерідко сильно відрізняються (на відміну від інших систем органів, які за статтю відрізняються мало). Ці відмінності приводять до створення нових комбінацій генетичного матеріалу, що може призвести до більшої пристосованості потомства. Деякі речовини (гормони і феромони) також грають важливу роль в репродуктивній системі тварин.
У більшості хребетних тварин репродуктивна система має подібний план будови: статеві залози (гонади) — вивідні протоки — зовнішні статеві органи. Основні органи репродуктивної системи людини включають зовнішні геніталії (пеніс та вульву) та внутрішні геніталії, в тому числі гонади, що виробляють статеві клітини (сім'яники і яєчники). Захворювання репродуктивної системи людини поширені, особливо хвороби, що передаються статевим шляхом.

## Репродуктивна система людини
Розмноження (репродукція) людини відбувається в результаті внутрішнього запліднення, що відбувається під час статевого акту. Людина як біологічний вид характеризується високим ступенем статевого диморфізму. Крім різниці у первинних статевих ознаках, існує суттєва різниця у вторинних статевих ознаках і сексуальній поведінці (див. Жіноча сексуальність).
Чоловічі й жіночі геніталії є гомологічними, оскільки розвиваються у процесі ембріонального розвитку зі статевого горбка з навколишніми тканинами.
| Жіночі статеві органи                              | Чоловічі статеві органи                              |
| -------------------------------------------------- | ---------------------------------------------------- |
| Клітор                                             | Пеніс                                                |
| Голівка клітора                                    | Голівка пеніса                                       |
| Каптур клітора                                     | Крайня плоть пеніса                                  |
| Вуздечка кліторального каптура                     | Вуздечка крайньої плоті пеніса                       |
| Печеристе тіло і ніжки клітора                     | Печеристі тіла пеніса                                |
| Кліторальні (вестибулярні) цибулини/присінку       | Непарне губчасте тіло пеніса (цибулина пеніса)       |
| Підвісна зв'язка клітора                           | Підвісна зв'язка пеніса                              |
| Уретра                                             | Уретра                                               |
| Парауретральні (малі вестибулярні) залози          | Простата (передміхурова залоза)                      |
| Бартолінові (великі вестибулярні) залози           | Куперові (бульбоуретральні) залози в основі пеніса   |
| Малі статеві губи                                  | Губчаста частина сечівника[уточнити]                 |
| Великі статеві губи                                | Мошонка, покривна шкіра пеніса                       |
| Вагіна                                             | Чоловіча маточка                                     |
| Фаллопієві труби                                   | Привіски придатка яєчка                              |
| Придатки яєчника                                   | Сім'явипорскувальна протока                          |
| Геніталії жіночого ембріона, 17-й тиждень гестації | Геніталії чоловічого ембріона, 17-й тиждень гестації |
|                                                    | Цей розділ потребує доповнення.                      |

### Жіноча репродуктивна система

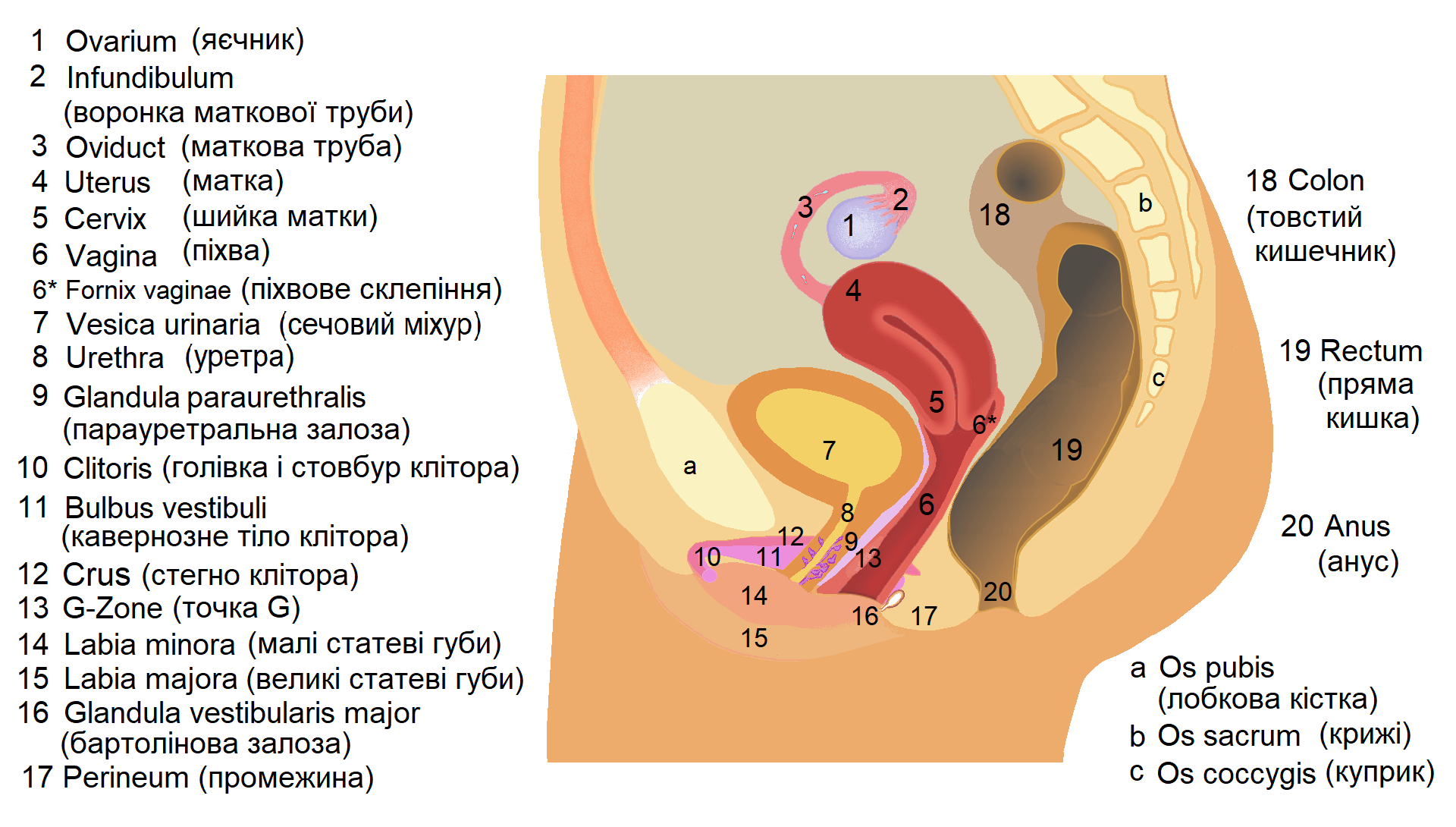
Жіноча репродуктивна система

Жіноча репродуктивна система складається з зовнішніх і внутрішніх груп органів, які розмежовує гімен. Зовнішні геніталії називаються вульвою та включають: малі та великі статеві губи з розташованими в них бартоліновими залозами, голівку та каптур клітора, уретру і вагінальний отвір. Внутрішні геніталії — матка, фаллопієві труби, яєчники, вагіна, більшість структур клітора (тіло, ніжки, цибулини). Під час сексуального збудження клітор ерегує, вульва зволожується секретом бартолінових залоз.
Репродуктивна система жінки розташована переважно всередині тіла у тазовій області. Функціонально вона складається з трьох основних частин: яєчників, у яких почергово дозрівають яйцеклітини протягом менструальних циклів; вагіни, якою в фіналі коїтусу потрапляє сперма в шийку матки; матки, у якій відбуваються менструальні зміни ендометрію та в разі запліднення і вагітності розвивається зародок та плід. Клітор є гомологічним до пеніса, і, заглиблений у тіло, приблизно відповідає йому за розміром, забезпечуючи оргазм. Молочні залози відіграють важливу роль у постнатальному розвитку дитини, забезпечуючи з допомогою лактації грудне вигодовування.
Основними жіночими статевими гормонами є естрогени; лютеїнізуючий гормон, фолікулостимулювальний гормон, хоріонічний гонадотропін (під час вагітності).
Під час вагітності в жіночому організмі розвиваються додаткові органи: плацента, навколоплідний мішок з амніотичною рідиною, пуповина та плід, який відокремлюється під час пологів (дитина), мертвонародження, викидня чи аборту.

Жіноча репродуктивна система повноцінно функціонує за відсутності гінекологічних захворювань від менархе до менопаузи, після якої певною мірою редукується.

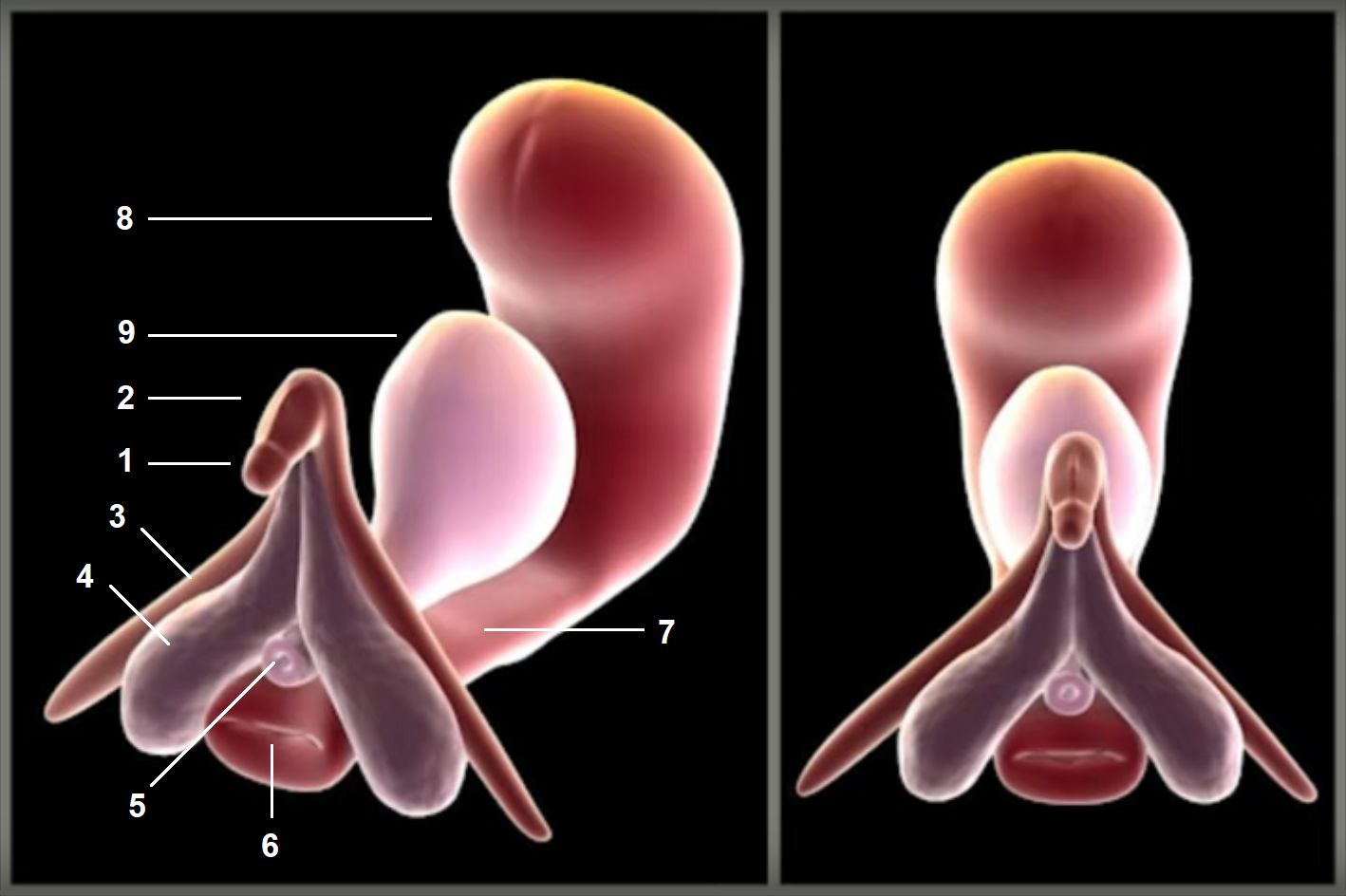
3D-модель клітора Helen O'Connell основі МРТ живих тканин, 1990
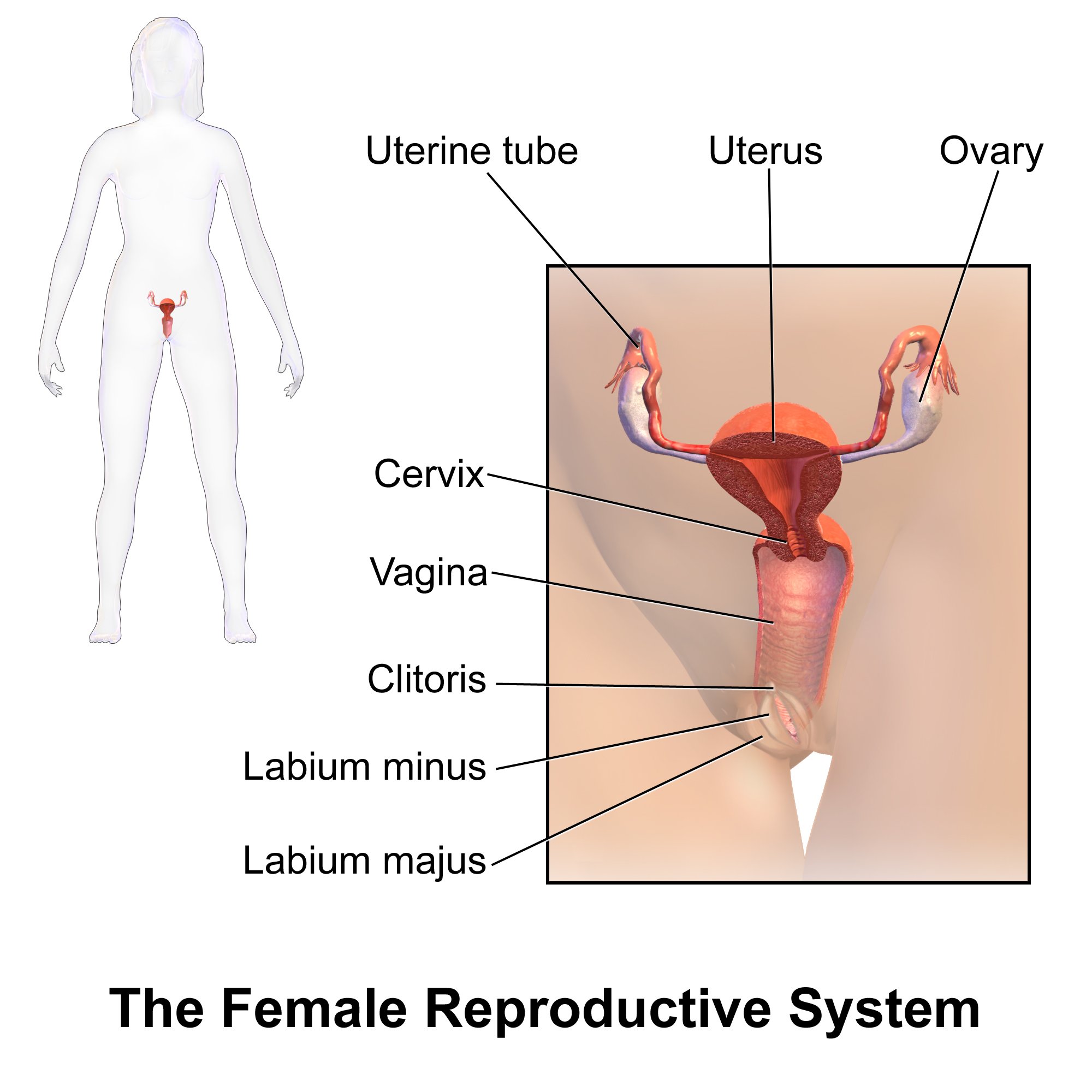
Матка, фаллопієві труби та яєчники в організмі
Яйцеклітина людини
Менструальний цикл
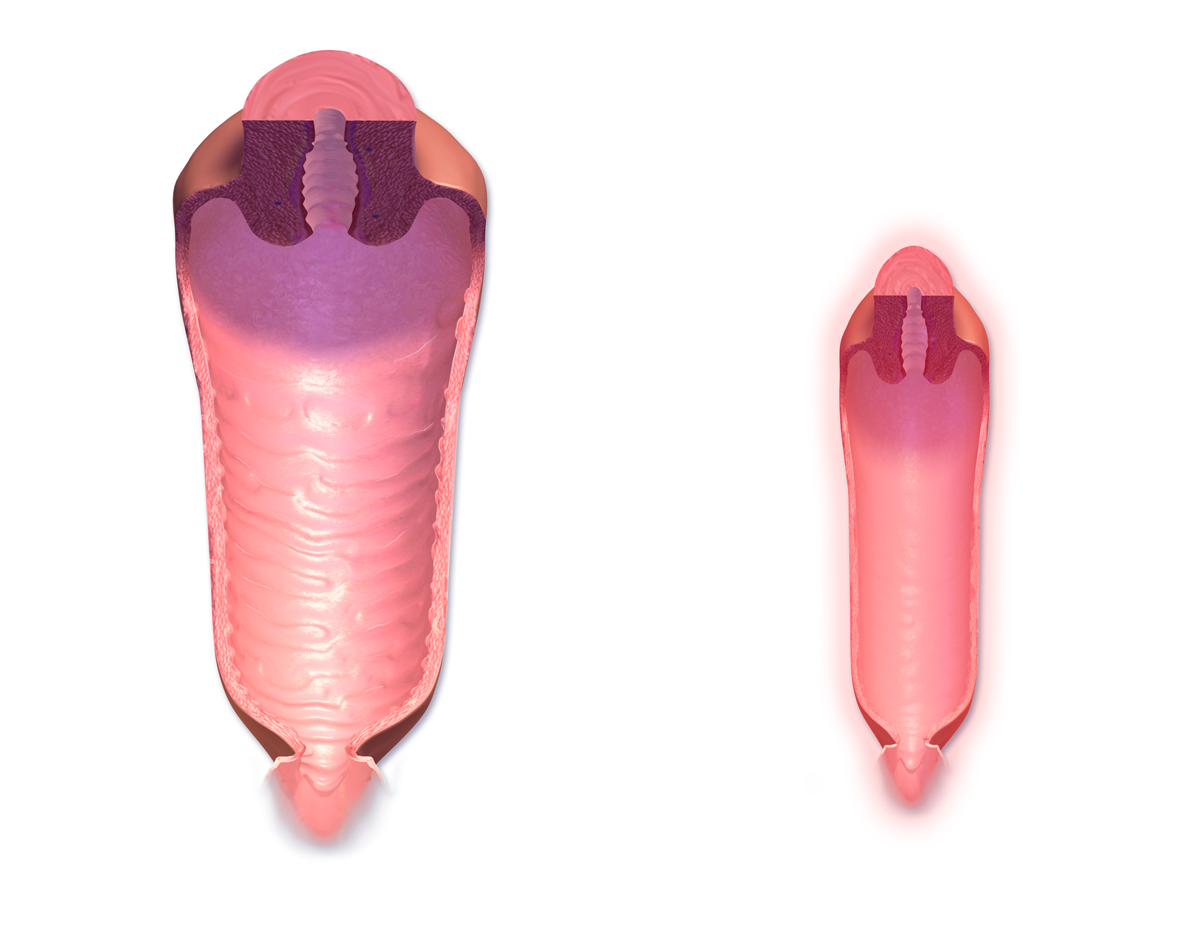
Вагінальний канал у репродуктивному віці та в менопаузі
Розмаїття нормальних форм гімена
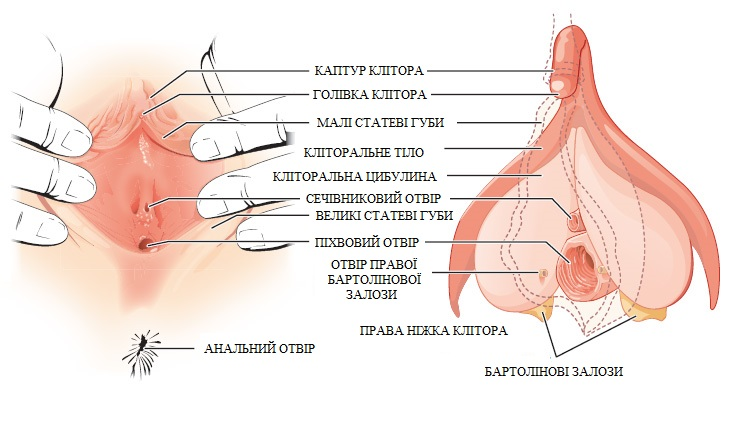
Вульва та клітор
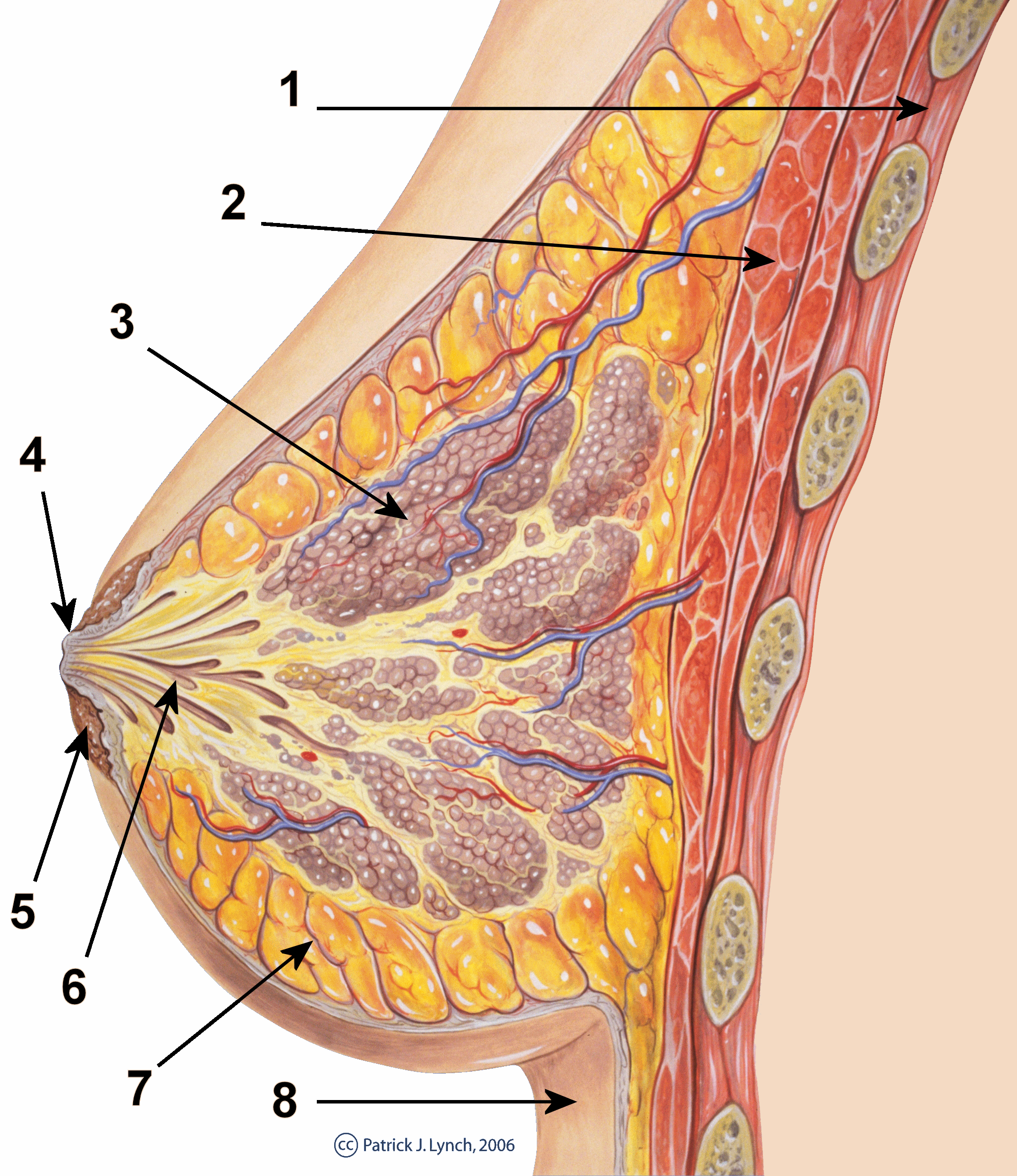
Анатомія молочної залози жінки
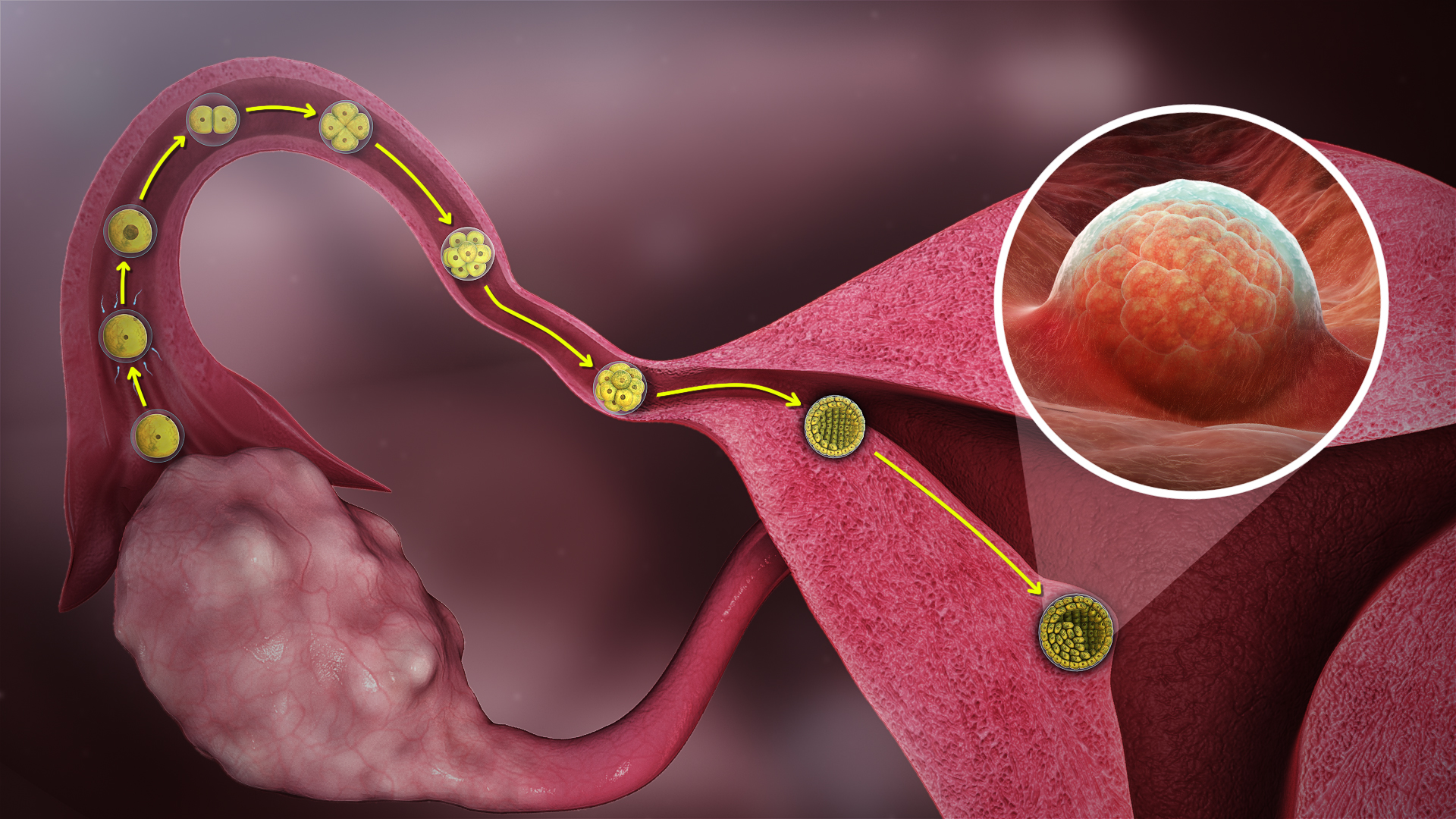
Запліднення та імплантація яйцеклітини в ендометрій матки
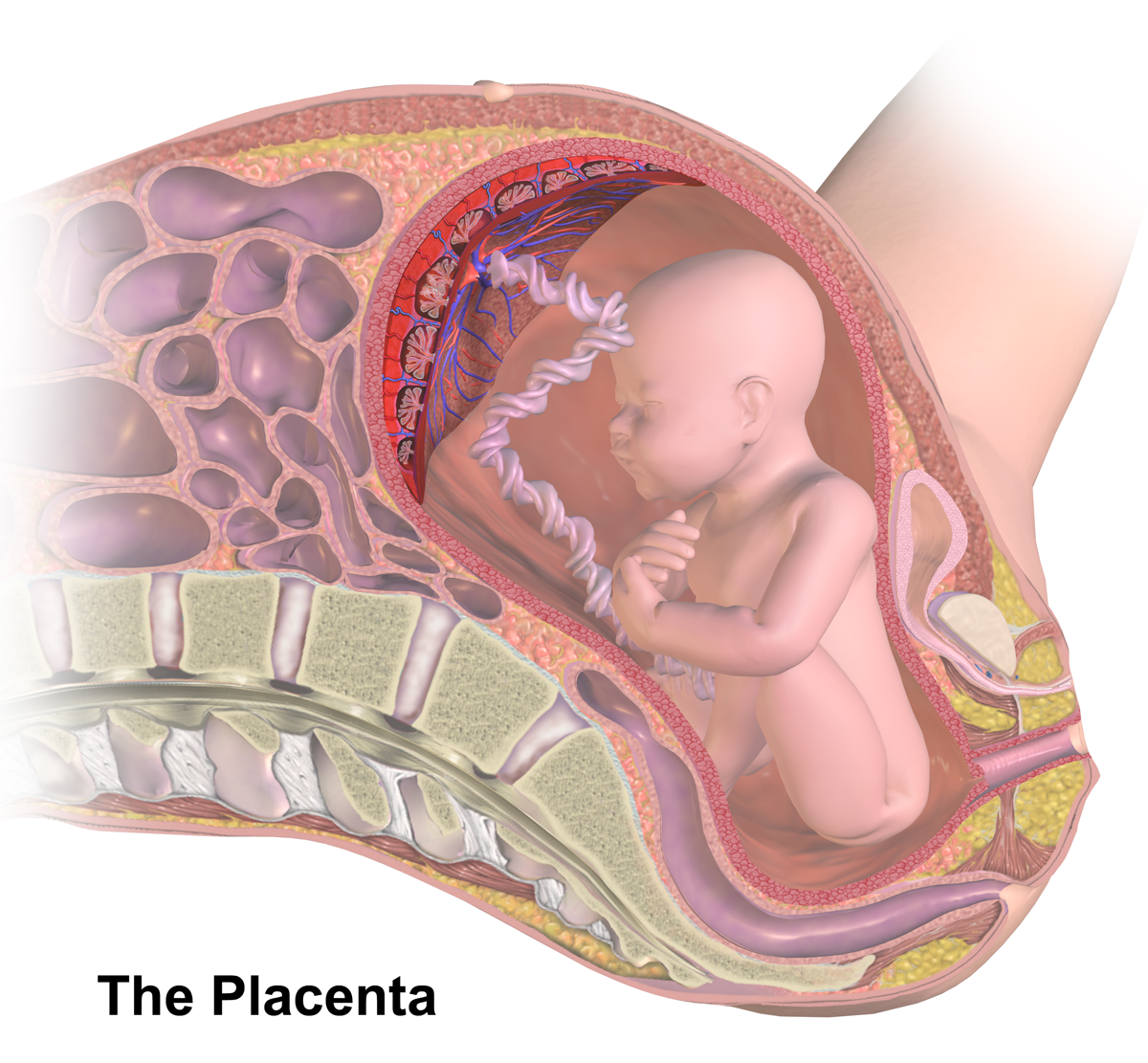
Плід у матці (кольором виділено плаценту)
Симптоми менопаузи

### Чоловіча репродуктивна система

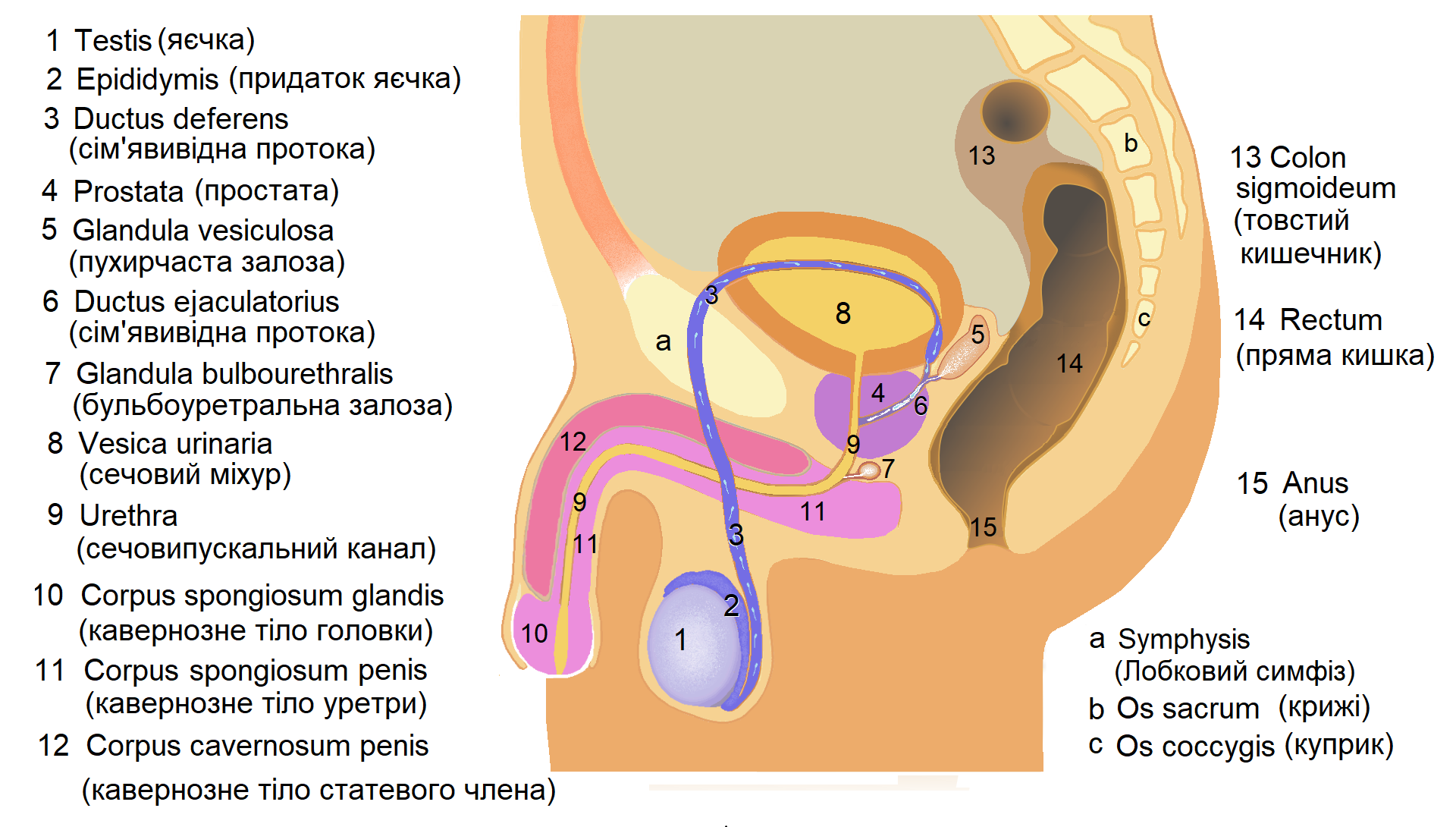
Чоловіча статева система

Чоловіча репродуктивна система — система органів, розташованих зовні тіла близько таза, які беруть участь у процесі репродукції. Первинна функція чоловічої репродуктивної системи полягає у виробленні чоловічих статевих гамет (сперматозоїдів) для запліднення яйцеклітини. Чоловічі статеві органи включають яєчка і їхніми протоками, статевий член, а також допоміжний орган — передміхурову залозу.
Яєчка (тестикули) — парні залози, які підвішені в калитці на сім'яному канатику. Вага кожного яєчка — 10-15 г. Мають овальну форму, складаються з насінних канальців. Прямим призначенням яєчок є вироблення сперми — рідини, що містить чоловічі статеві клітини — сперматозоїди. Крім цього, яєчка відповідають за секрецію чоловічих статевих гормонів — андрогенів.

### Захворювання репродуктивної системи людини
Як і інші складні системи органів, репродуктивна система людини вражається великою кількістю захворювань. Виділяють чотири основні їхні категорії:
- конгенітальні, або вроджені;
- пухлини — наприклад, рак шийки матки або рак статевого члена;
- інфекції, які передаються статевим шляхом;
- Гінекологічні захворювання;
- Функціональні порушення, викликані факторами зовнішнього середовища, пошкодженням, психосоматичними факторами і автоімунними захворюваннями. Найвідоміший вид функціональних порушень — безпліддя, яке може бути викликане багатьма захворюваннями.

## Репродуктивна система хребетних тварин

### Ссавці

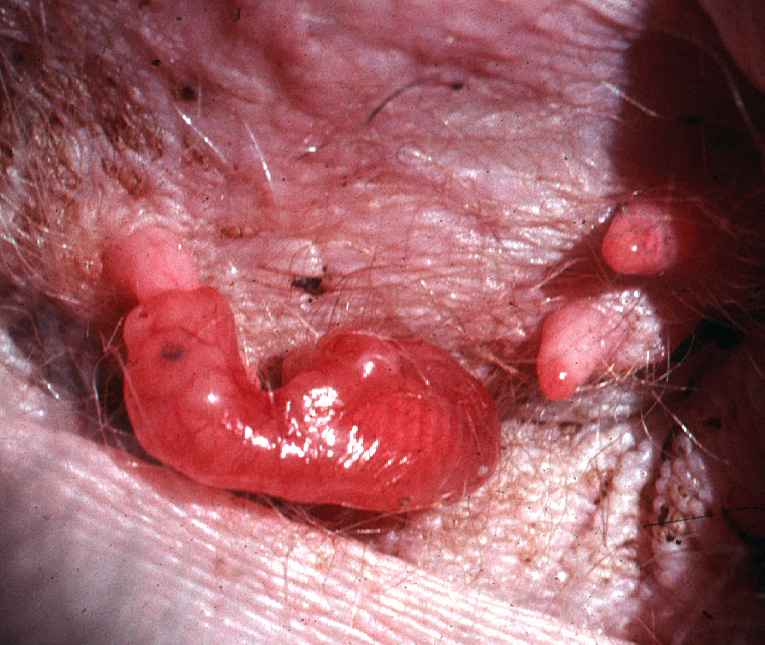
Новонароджене дитинча кенгуру, прикріпилися до молочної залози всередині сумки

Репродуктивна система ссавців влаштована за єдиним планом, однак між репродуктивними системами багатьох тварин і людини існують суттєві відмінності. Наприклад, статевий член більшості самців ссавців у неерегованому стані знаходиться всередині тіла, а також містить кістку або бакулюм. Крім того, самці у більшості видів не перебувають у постійному стані фертильності, як у приматів.
Як у людини, у більшості груп ссавців сім'яники знаходяться у мошонці, але є і види, у яких насінники розташовані усередині тіла, на черевній поверхні тіла, а в інших, наприклад, слонів, сім'яники знаходяться в черевній порожнині біля нирок.
Самки сумчастих мають два піхви, які сполучаються спільним вихідним отвором, але ведуть до двох різних відділів всередині матки. Дитинчата сумчастих зазвичай розвиваються в зовнішній сумці, в якій розташовані молочні залози. Новонароджений, напівсформований ембріон, прикріплюється до залози і поступово завершує постнатальний розвиток.

### Птахи
У самців і самок птахів є клоака, отвір, через яке виходять назовні яйця, сперма і продукти виділення. Статевий акт відбувається при з'єднанні губ клоак самця і самки, причому у самця стінки клоаки трохи вивертаються назовні. Таким чином, самець переносить сперму в клоаку самки. Цей процес іноді називається «поцілунок клоак». У деяких видів птахів (більшості водоплавних птахів) є особливий орган, фалос, що виконує функцію, аналогічну функції статевого члена ссавців. Самки птахів відкладають амніотичні яйця, в який розвиваються дитинчата. У птахів, на відміну від більшості хребетних, тільки один функціонуючий яєчник і яйцевід. Птахи, як і ссавці, проявляють високий рівень турботи про потомство.

### Рептилії і амфібії

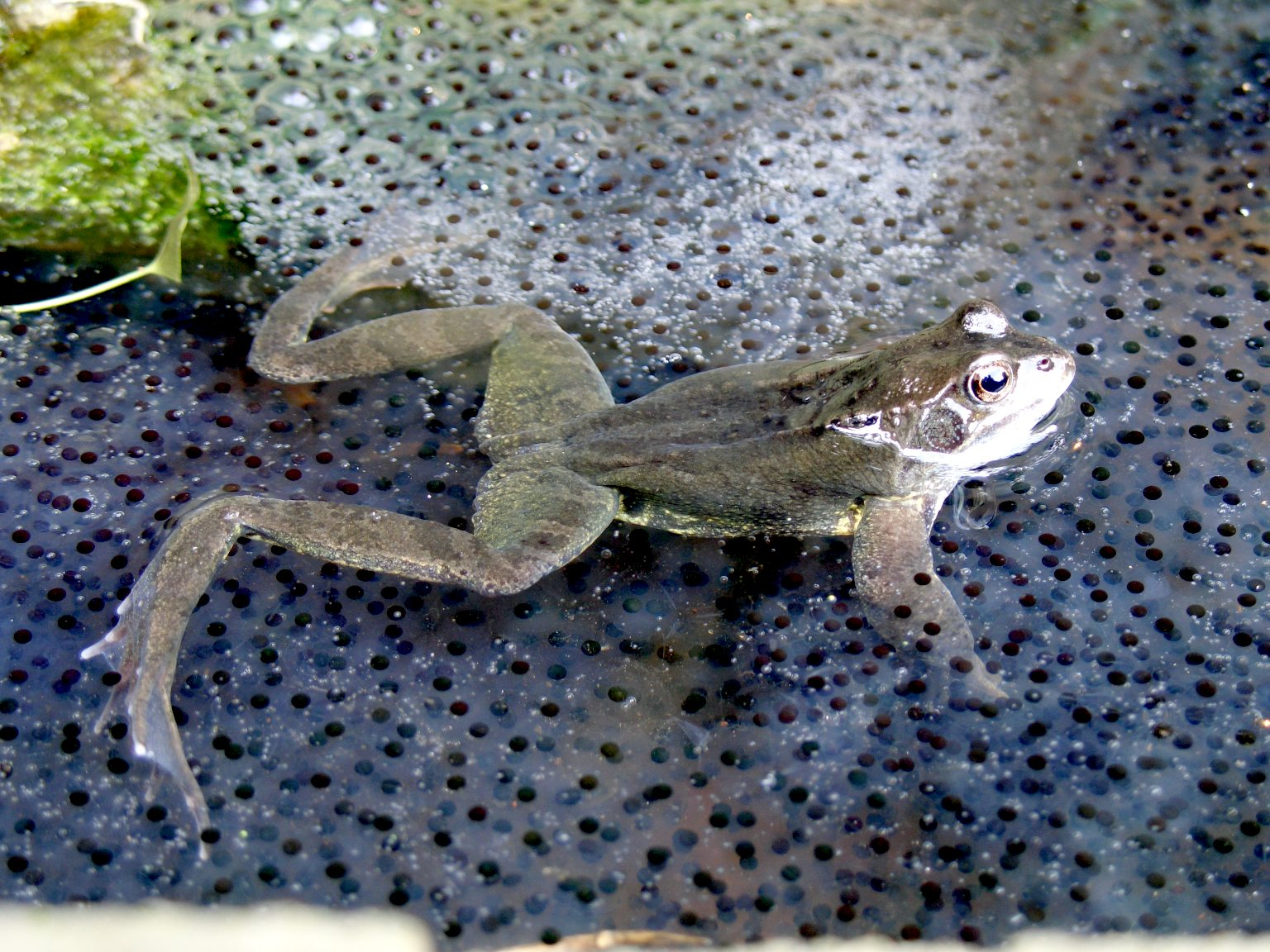
Самка жаби сидить на у виметеній ікрі

Майже усі рептилії проявляють статевий диморфізм, запліднення відбувається через клоаку. Деякі рептилії відкладають яйця, у той час як інші — живородящі. Репродуктивні органи зазвичай розташовані в клоаці. У більшості самців рептилій є копулятивні органи, які заховані або вивернуті навиворіт і заховані усередині тіла. У самців черепах і крокодилів є схожий на статевий член орган, а у самців змій і ящірок ці органи парні.
У більшості амфібій спостерігається зовнішнє запліднення. Зазвичай воно відбувається у воді, хоча у деяких амфібій (безногі земноводні) запліднення внутрішнє. В усіх амфібій гонади парні і з'єднані з клоакою вивідними протоками.

### Риби
Способи розмноження риб різноманітні. Більшість риб метають ікру у воду, де відбувається зовнішнє запліднення. Під час розмноження самки виділяють в клоаку, а потім у воду велику кількість яйцеклітин (ікра), а один або більше самців того ж виду виділяють «молочко» — білу рідину, що містить велику кількість сперматозоїдів. Існують також риби із внутрішнім заплідненням, яке відбувається за допомогою тазових або анальних плавців, модифікованих таким чином, що утворюється спеціалізований орган, схожий на статевий член. Існує невелике число живородящих видів риб, тобто розвиток заплідненої ікри відбувається в клоаці, і в зовнішнє середовище виходить не ікринка, а мальок.
У більшості видів риб є парні гонади — або яєчники, або сім'яники. Однак існують деякі гермафродитні види, наприклад, Pomacentridae, що живуть у коралових рифах.

## Репродуктивна система безхребетних тварин
Безхребетні мають дуже різні за будовою репродуктивні системи, єдиною загальною ознакою яких є відкладання яєць. Окрім головоногих молюсків і членистоногих, майже всі безхребетні гермафродитні і розмножуються за допомогою зовнішнього запліднення.

### Молюски

#### Головоногі молюски

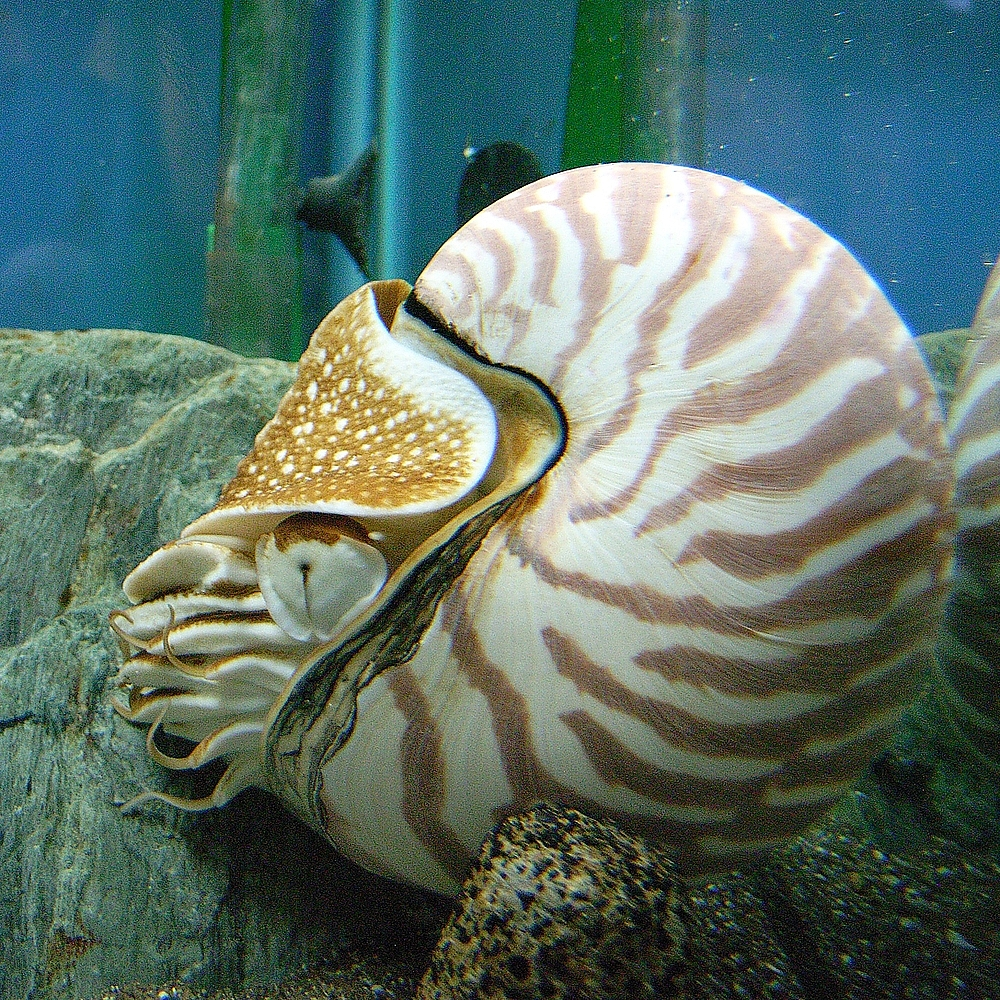
Головоногий молюск Nautilus Pompilius

Всім головоногим молюскам властивий статевий диморфізм. Вони розмножуються, відкладаючи яйця. У більшості запліднення напів-внутрішнє, тобто самець поміщає гамети усередині порожнини мантії самки. Чоловічі гамети, які утворилися в єдиному насіннику запліднюють яйцеклітину в єдиному ж яєчнику.
«Статевий член» у більшості самців головоногих молюсків без раковини (Coleoidea) — довгий і м'язистий кінець вивідної протоки сім'япроводу, який переносить сперматофори до модифікованої кінцівки, званої гектокотілусом. Гектокотілус, у свою чергу, переносить сперматофори до самки. У видів без гектокотілуса «статевий член» довгий, може виходити за межі порожнини мантії і переносити сперматофори відразу до самки.
Багато видів головоногих молюсків втрачають гонади під час розмноження і тому можуть розмножуватися один раз в житті. Більшість таких молюсків вмирають після розмноження. Єдині головоногі, здатні розмножуватися декілька років поспіль — самки наутилуса, які регенерують гонади. Самки деяких видів головоногих проявляють турботу про потомство.

#### Брюхоногі та двостулкові молюски
Серед черевоногих молюсків зустрічаються як роздільностатеві, так і гермафродити. У більшості форм брюхоногих внутрішнє запліднення. Є один статевий отвір, розташований біля голови. Серед двостулкових молюсків переважають роздільностатеві. У двостулкових парні статеві залози та зовнішнє запліднення.

#### Голкошкірі
Більшість голкошкірих роздільностатеві тварини утворюють багато дрібних, бідних жовтком яєць і вимітають їх у воду. Запліднення у голкошкірих зовнішнє. Розташування статевих органів обумовлено променевою симетрією тварин. Репродуктивні органи голкошкірих складаються зі статевого тяжу та парних статевих залоз, розташованих в інтеррадіусах.

### Членистоногі

#### Комахи
Більшість комах відкладають яйця. Яйця виробляє самиця в парі яєчників. Сперма, вироблені самцем в одному або, зазвичай, у двох сім'яниках, передається самиці під час спаровування за допомогою зовнішніх геніталій. Сперма зберігається у самиці в одній або кількох сперматеках. Під час запліднення, яйця пересуваються через яйцеводи, щоби запліднитися спермою, а потім виводяться з організму («відкладаються») у більшості випадків через яйцеклад.

#### Павукоподібні
Павукоподібні можуть мати один або два гонади, розташовані у черевці. Статевий отвір зазвичай розташований на нижній стороні другого сегмента черевця. У більшості видів самець передає сперму самиці в капсулі (сперматофорі). У багатьох павукоподібних розвинулися складні ритуали залицяння, щоб забезпечити безпечну доставку сперми самиці.
Павукоподібні зазвичай відкладають жовткові яйця, з яких вилуплюються незрілі особини, схожі на дорослих. Скорпіони, однак, можуть бути або живородними, або яйцеживородними, залежно від виду, і народжують дітей уже живими.

#### Ракоподібні
Ракоподібні зазвичай роздільностатеві, але зустрічаються й форми з різними формами гермафродитизму. У деяких спостерігається партеногенетичне розмноження. Статеві органи ракоподібних зазвичай розташовуються на спинному боці тіла, між шлунком і серцем. У самок є парні яєчники та яйцепроводи, у самців — парні насінники та сім'япроводи. Роль копулятивних органів ракоподібних виконують видозмінені кінцівки. У ракоподібних зовнішнє запліднення. Під час спарювання самець переносить сперматофор до сім'яприймачів самки.

## Рослини
Серед усіх живих організмів квіти, які є репродуктивними структурами покритонасінних, є найрізноманітнішими фізично та демонструють відповідне велике розмаїття способів розмноження. Рослини, які не є квітковими (зелені водорості, мохи, печеночники, роголистники, папороті та голонасінні, такі як хвойні), також мають складні взаємозв'язки між морфологічною адаптацією та факторами навколишнього середовища під час статевого розмноження. Система розмноження, або те, як сперматозоїди однієї рослини запліднюють яйцеклітину іншої, залежить від репродуктивної морфології та є єдиним найбільш важливим фактором, що визначає генетичну структуру неклональних популяцій рослин. Крістіан Конрад Шпренгель (1793) вивчав розмноження квіткових рослин і вперше зрозумів, що процес запилення включає як біотичні, так і абіотичні взаємодії.

## Гриби
Розмноження грибів є складним процесом, що відображає відмінності у способі життя та генетичному складі цього різноманітного царства організмів. а оцінками, третина всіх грибів розмножується більш ніж одним способом; наприклад, розмноження може відбуватися на двох чітко диференційованих стадіях життєвого циклу виду — телеоморфа та анаморфа. Умови довкілля спричиняють генетично зумовлені стани розвитку, які призводять до створення спеціальних форм для статевого або нестатевого розмноження. Ці форми сприяють розмноженню, ефективно розсіюючи спори або споровмісні рослини.